# Heterandria cataractae
Heterandria cataractae är en fiskart som beskrevs av Rosen, 1979. Heterandria cataractae ingår i släktet Heterandria och familjen Poeciliidae. Inga underarter finns listade i Catalogue of Life.